# Hireyangala, Kadur
Hireyangala là một làng thuộc tehsil Kadur, huyện Chikmagalur, bang Karnataka, Ấn Độ.